# Kąty Wrocławskie (gemeente)
De gemeente Kąty Wrocławskie is een stad- en landgemeente in Neder-Silezië, powiat Wrocławski.
De zetel van de gemeente is in Kąty Wrocławskie.
Op 30 juni 2004 telde de gemeente 17 311 inwoners.

## Oppervlakte gegevens
In 2002 bedroeg de totale oppervlakte van gemeente Kąty Wrocławskie 176,5 km², waarvan:
- agrarisch gebied: 81%
- bossen: 7%

De gemeente beslaat 15,81% van de totale oppervlakte van de powiat.

## Demografie
Stand op 30 juni 2004:
| Omschrijving                   | Totaal | Totaal | Vrouwen | Vrouwen | Mannen | Mannen |
| ------------------------------ | ------ | ------ | ------- | ------- | ------ | ------ |
| eenheid                        | aantal | %      | aantal  | %       | aantal | %      |
| inwoners                       | 17 311 | 100    | 8787    | 50,8    | 8524   | 49,2   |
| bevolkingsdichtheid (inw./km²) | 98,1   | 98,1   | 49,8    | 49,8    | 48,3   | 48,3   |

In 2002 bedroeg het gemiddelde inkomen per inwoner 1456,23 zł.

## Administratieve plaatsen (sołectwa)
De gemeente bestaat uit de stad (miasto) Kąty Wrocławskie en de dorpen:
Baranowice-Bliż, Bogdaszowice, Cesarzowice, Czerńczyce, Gądów, Gniechowice, Górzyce, Jaszkotle, Jurczyce, Kamionna, Kębłowice, Kilianów, Kozłów, Krobielowice, Krzeptów, Małkowice, Mokronos Dolny, Mokronos Górny, Nowa Wieś Kącka, Nowa Wieś Wrocławska, Pełcznica, Pietrzykowice, Romnów, Różaniec, Rybnica, Sadków, Sadkówek, Sadowice, Samotwór, Skałka, Smolec, Sokolniki, Sośnica, Stary Dwór, Stoszyce, Stradów, Strzeganowice, Szymanów, Wojtkowice, Wszemiłowice, Zabrodzie, Zachowice, Zybiszów.

## Aangrenzende gemeenten
Kobierzyce, Kostomłoty, Mietków, Miękinia, Sobótka, Wrocław